# 鳥取県立鳥取中央育英高等学校
鳥取県立鳥取中央育英高等学校（とっとりけんりつ とっとりちゅうおういくえいこうとうがっこう, Tottori Prefectural Tottori Chuo Ikuei High School）は、鳥取県東伯郡北栄町由良宿にある県立高等学校。「鳥取中央育英」と省略されることもある。

## 概要
歴史
2003年（平成15年）に鳥取県立由良育英高等学校と鳥取県立赤碕高等学校の2校が統合されて開校。前身の「育英黌」が開校した1907年（明治40年）を創立年としており、2012年（平成24年）に創立105周年を迎えた。
設置課程・学科
全日制課程 普通科 - 普通コース・体育コース
校訓
「克己」（こっき）
校章
中央の「中」の文字を羽ばたく鳥の姿に図案化したものを背景にして、中央に「高」の文字を置いている。
校歌
作詞は青木瑞穂、編曲は竹田篤司による。歌詞は3番まであり、各番に校名の「育英」が登場する。

## 沿革

### 前史
由良育英高等学校
旧制中学校・新制高等学校（男子校）時代
- 1906年（明治39年）12月1日 - 鳥取県知事の認可を受け、豊田太蔵により「私立育英黌」が設立される。
- 1907年（明治40年）4月1日 - 由良小学校の校舎を譲り受けて開校。
- 1914年（大正3年）
  - 6月2日 - 「鳥取県私立育英中学校」（旧制中学校）に改称。校主を設立者の豊田太蔵とする。
  - 8月6日 - 初代校長に福井稔が就任。

- 1920年（大正9年）6月23日 - 「鳥取県育英中学校」と改称。
- 1947年（昭和22年）4月1日 - 学制改革（六・三制の実施、新制中学校の発足）
  - 生徒募集を停止（1年生不在）。
  - 新制中学校を併設（鳥取県育英中学校併設中学校、以下・併設中学校）し、旧制中学1・2年修了者を新制中学2・3年生として収容。
  - 併設中学校はあくまで経過措置として暫定的に設置されたため、新たに生徒募集は行われず、在校生が2・3年生のみの中学校であった。
  - 旧制中学校3・4年修了者はそのまま旧制中学校に在籍し、4・5年生となった。

- 1948年（昭和23年）4月1日 - 学制改革（六・三・三制の実施、新制高等学校の発足）
  - 旧制中学校が廃止され、新制高等学校「鳥取県育英高等学校」（私立、男子校）が発足。
  - 旧制中学校5年修了者を新制高校3年生、旧制中学校4年修了者を新制高校2年生、併設中学校卒業生（3年修了者）を新制高校1年生として収容。
  - 併設中学校は新制高校に継承され（名称:鳥取県育英高等学校併設中学校）、在校生が1946年（昭和21年）に旧制中学校へ最後に入学した3年生のみとなる。

- 1949年（昭和24年）3月31日 - 併設中学校を廃止。
- 1951年（昭和26年）3月27日 - 県立移管される。

高等女学校・新制高等学校（女子校）時代
- 1941年（昭和16年）4月1日 - 「由良町立由良実科高等女学校」が由良小学校に併置される。
- 1943年（昭和18年）4月1日 - 「由良町立由良高等女学校」（修業年限2年）と改称。
- 1945年（昭和20年）4月1日 - 県立移管により、「鳥取県立由良高等女学校」と改称。修業年限を4年とする。
- 1947年（昭和22年）4月1日 - 学制改革（六・三制の実施、新制中学校の発足）
  - 生徒募集を停止（1年生不在）。
  - 新制中学校を併設（鳥取県立由良高等女学校併設中学校、以下・併設中学校）し、高等女学校1・2年修了者を新制中学2・3年生として収容。
  - 併設中学校はあくまで経過措置として暫定的に設置されたため、新たに生徒募集は行われず、在校生が2・3年生のみの中学校であった。

- 1948年（昭和23年）4月1日 - 学制改革（六・三・三制の実施、新制高等学校の発足）
  - 高等女学校が廃止され、新制高等学校「鳥取県立由良高等学校」（女子校）が発足。
  - 全日制課程1学科（普通科）と定時制課程2学科（農業科・農村家庭科）を設置。定時制分校2校（八橋・赤碕）を開設。
  - 併設中学校卒業生（3年修了者）を新制高校1年生として収容。
  - 併設中学校は新制高校に継承され（名称:鳥取県立由良高等学校併設中学校）、在校生が1946年（昭和21年）に高等女学校へ最後に入学した3年生のみとなる。

- 1949年（昭和24年）3月31日 - 併設中学校を廃止。

新制高等学校（男女共学）
- 1949年（昭和24年）4月1日 - 高校三原則に基づく鳥取県内公立高校の再編が行われる。
  - 鳥取県立由良高等学校と鳥取県立河北実業高等学校の2校が統合され、総合制の「鳥取県立東伯高等学校」が発足。男女共学を開始。

- 1951年（昭和26年）4月1日
  - 旧・河北実業高等学校を鳥取県立倉吉農業高等学校に移管。
  - 旧・由良高等学校が鳥取県育英高等学校と統合され、「鳥取県立由良育英高等学校」に改称。
    - 全日制課程2学科（普通科・家庭別科）・定時制課程2学科（農業科・農村家庭科）を設置。

- 1953年（昭和28年）4月 - 硬式野球部を創設。
- 1954年（昭和29年）11月9日 - 校歌（作詞:百田宗治／作曲:八木伝）を制定。歌詞は3番まであり、各番とも校名の「由良育英」で終わる。
- 1956年（昭和31年）
  - 2月 - 西側陸橋を架設。
  - 4月1日 - 全日制 家庭別科を廃止し、家庭科を新設。本校定時制課程の生徒募集を停止。

- 1958年（昭和33年）3月31日 - 定時制2分校（八橋・赤碕）が分離し、鳥取県立東伯実業高等学校として独立。
- 1959年（昭和34年）3月31日 - 本校定時制課程を廃止。
- 1969年（昭和44年）4月1日 - 普通科に体育コースを設置。
- 1975年（昭和50年）4月1日 - 家庭科の募集を停止。
- 1977年（昭和52年）
  - 1月17日 - 校訓「克己」を制定。
  - 6月 - 第2グラウンド（野球場・テニスコート4面）の造成が完了。

- 1978年（昭和53年）
  - 3月29日 - 部室が完成。
  - 8月31日 - 体育館が完成。

- 1979年（昭和54年）
  - 4月27日 - 新校地に管理棟・特別教室棟・普通教室棟・記念館・渡り廊下等が完成。
  - 5月2日 - 新校舎への移転を完了。

- 1980年（昭和55年）2月25日 - 柔剣道場が完成。
- 1982年（昭和57年）2月25日 - プールが完成。
- 1983年（昭和58年）2月28日 - グラウンド夜間照明施設が完成。
- 1991年（平成3年）3月10日 - 寄宿舎「緑風寮」が完成。
- 1993年（平成5年）9月15日 - プールにエアテントハウスを設置。グラウンドにオールウエザー（全天候に対応できる素材）を敷設。
- 1998年（平成10年）
  - 1月12日 - 創作交流ホールが完成。
  - 2月 - 情報処理室が完成。

- 2003年（平成15年）
  - 4月1日 - 鳥取県立鳥取中央育英高等学校の開校に伴い、生徒募集を停止。
  - 11月 - グラウンド（テニスコート4面、投てき場）が完成。

- 2004年（平成16年）3月11日 - 選択教室棟が完成。
- 2005年（平成17年）3月31日 - 閉校。

赤碕高等学校
- 1948年（昭和23年）5月1日 - 鳥取県立由良高等学校に定時制分校2校（赤碕・八橋）が開設される。各校舎に農業科（修業年限4年）を設置。
- 1949年（昭和24年）4月1日 - 統合再編により、鳥取県立東伯高等学校の分校となる。
- 1951年（昭和26年）4月1日 - 統合再編により、鳥取県立由良育英高等学校の分校となる。
- 1958年（昭和33年）
  - 4月1日 - 鳥取県立由良育英高等学校より分離し、「鳥取県立東伯実業高等学校」（定時制高校）として独立。2校舎体制をとる。
  - 8月27日 - 校歌（作詞:吉田啓文／作曲:鈴木恭彬）を制定。歌詞は3番まであり、各番に校名の「東伯実業高校」が登場する。

- 1962年（昭和37年）4月1日 - 赤碕校舎の農業科の募集を停止し、農産製造科・家庭科を新設。
- 1963年（昭和38年）
  - 4月1日
    - 「鳥取県立赤碕高等学校」に改称。全日制課程普通科・家政科を赤碕校舎に新設。
    - 八橋校舎を八橋分校とし、定時制課程　農業科・家庭科混在1学級を募集。
    - 新校歌（作詞:遠藤辰一／作曲:小泉恵）を制定。歌詞は3番まであり、校名は歌詞に登場しない。

- 1964年（昭和39年）4月1日 - 定時制課程の募集を停止。
- 1965年（昭和40年）4月1日 - 八橋分校を廃止。
- 1980年（昭和55年）4月1日 - 全日制課程 家政科の募集を停止。
- 1981年（昭和56年）3月27日 - 校地を拡張し、校舎の全面改築を完了。
- 1982年（昭和57年）10月25日 - トレーニング場が完成。
- 1984年（昭和59年）12月7日 - プールが完成。
- 1987年（昭和62年）6月3日 - 社会人講師の導入による課題学習講座（19講座）を開講。
- 1990年（平成2年）4月1日 - 硬式野球部が発足。
- 1991年（平成3年）5月1日 - 応援歌「若き血潮」を制定。
- 1992年（平成4年）
  - 4月6日 - 制服を改定。
  - 6月8日 - 食堂を開設。

- 1995年（平成7年）4月1日 - 普通科コース制の導入により、文理・情報ビジネス・健康スポーツ（スポーツ専攻・ 福祉専攻）の3コースを設置。
- 1996年（平成8年）8月31日 - 情報処理教室を設置。
- 1997年（平成9年）3月28日 - 統合実践教室を設置。
- 2003年（平成15年）4月1日 - 鳥取県立鳥取中央育英高等学校の開校に伴い、生徒募集を停止。
- 2005年（平成17年）3月31日 - 閉校。

### 統合
- 2003年（平成15年）
  - 1月1日 - 「鳥取県立鳥取中央育英高等学校」が設置される。普通科とスポーツ科学科（体育に関する学科）の2学科を設置。
  - 4月1日 - 「鳥取県立鳥取中央育英高等学校」（現校名）が開校。鳥取県立由良育英高等学校に併設される。
  - 4月7日 - 開校式・第1回入学式を挙行。
- 2005年（平成17年）4月1日 - 鳥取県立由良育英高等学校・赤碕高等学校の閉校に伴い、赤碕校舎を廃止し、本校舎（由良育英校舎）に統合。
- 2006年（平成18年）3月10日 - 第2体育館が完成。
- 2007年（平成19年）
  - 4月1日 - スポーツ科学科の募集を停止し、普通科 普通コースと体育コースの募集を開始。
  - 11月22日 - （前身の「育英黌」創立から数えて）創立100周年記念式典を挙行。
- 2008年（平成20年）5月26日 - 豊田記念会館が完成。
- 2009年（平成21年）3月31日 - スポーツ科学科を廃止。

## 部活動
運動部
- 水泳部
- 陸上部

陸上競技部は前身由良育英高校時代に山陰の強豪として活躍。
全国高校総体では男子総合優勝3回と、山陰地方の高校としては驚異的な強さを長きに渡り維持した。
全国高校駅伝でも活躍し、男子が2度の準優勝を含む入賞計4回に加え、女子も入賞を1度果たしている。
平成4年の第43回全国高校駅伝では、予選タイム全国トップを記録し、優勝候補最右翼として大きな注目を集めた。4区矢崎が一時単独トップに躍り出る場面もあり悲願の全国制覇が期待されたが、黄金期を迎えていた兵庫県の西脇工業高校と終盤まで名勝負を演じた末、惜しくも準優勝となった。
- レスリング部
- ソフトボール部
- 山岳部
- 硬式野球部
- サッカー部
- バスケットボール部
- 卓球部
- バレーボール部
- テニス部
- ソフトテニス部
- バドミントン部
- 剣道部

文化部
- 新聞部
- 音楽部
- 書道部
- 美術部
- 演劇部
- 茶道部
- 華道部
- JRC部 （Junior Red Cross）
- 放送部
- 園芸部
- 囲碁部
- 解放研部

## 著名な出身者
由良育英高等学校
- 青山剛昌（漫画家）
- 川上義博（元参議院議員）
- 小林繁（元阪神タイガース投手）
- 竹中昭（元広島東洋カープ投手）
- 小原工（トライアスロン選手、シドニーオリンピック代表）
- 岡本直己（陸上競技選手）

鳥取中央育英高等学校
- 福井理人 - サッカー選手（FKスティエスカ・ニクシッチ）
- 二岡康平 - 陸上競技選手